# Мешков, Василий Васильевич
Васи́лий Васи́льевич Мешко́в (23 марта [4 апреля] 1893, Москва — 6 августа 1963, там же) — русский и советский живописец-пейзажист, сторонник реализма, видная фигура среди московских художников сталинской эпохи, художник-сценограф; сын и ученик Василия Никитича Мешкова. Действительный член Академии художеств СССР (с 1958), народный художник РСФСР (1963). Лауреат Сталинской премии третьей степени (1951).

## Биография
Живописи начал учиться у своего отца в его частной школе в Москве (в 1907–1908); с 1909 года — в Училище живописи, ваяния и зодчества, студент К. А. Коровина, С. В. Иванова и А. М. Корина.
В 1911 году примкнул к передвижникам. В период обучения приглашался И. Е. Репиным и В. Е. Маковским участвовать в 39-й, 43-й и 44-й выставках передвижников. В начале творчества писал главным образом городские пейзажи.

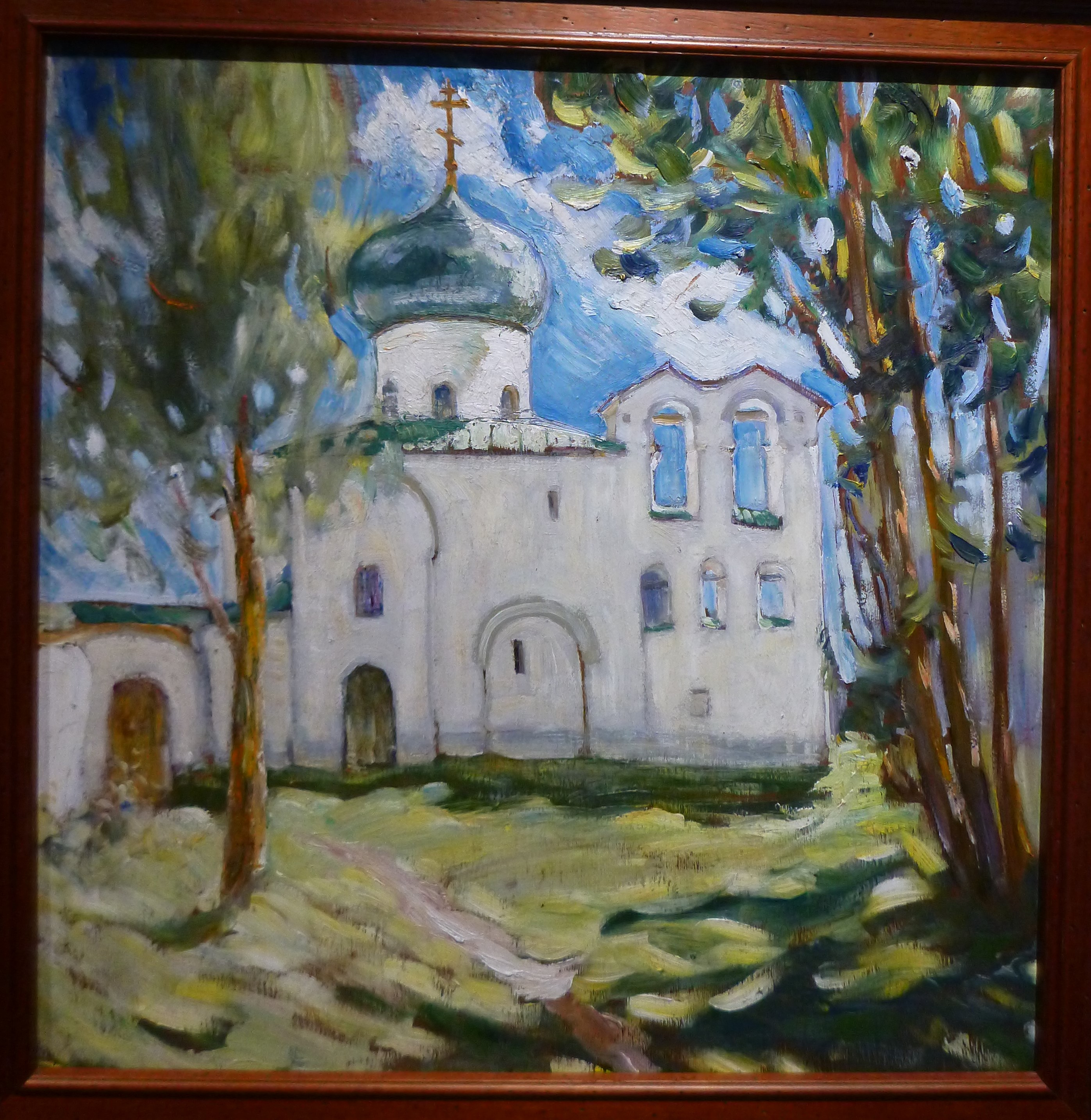
Вид Пскова кисти Мешкова, 1916—1917 годы

Окончив МУЖВЗ, Мешков поехал продолжать образование за границу.
Вернувшись в Россию в 1914 году с началом Первой мировой войны, он был мобилизован в качестве художника и много ездил по фронтам со Штабом армии, создав множество этюдов о войне.
После 1917 года художник оставляет излюбленную историческую тему и становится театральным художником.
В 1922 году В. В. Мешков вступил в АХРР и обратился к темам Октябрьской революции и Гражданской войны (серия этюдов «Октябрь в Москве» и др.). Участвовал в создании панорамы «Штурм Перекопа».
Поездка в Крым и на Кавказ в 1924—1925 годах явилась рубежом в творческой биографии В. В. Мешкова: он стал увлекаться пейзажем.
В годы Великой Отечественной войны художник совершает несколько поездок на фронт, по результатам которых в 1944 году создаёт произведения «После врага», «По следам оккупантов», серию полотен под общим названием «По дорогам отступления фашистов».
Много и плодотворно работал В. В. Мешков в своём любимом пейзажном жанре. Его пейзажные полотна характерны особой величественной и суровой трактовкой русской природы («Сказ об Урале», 1949 г., «Кама», 1950 г., «Золотая осень в Карелии», «Зимний день. Подмосковье», 1940 г. и др.). Действительный член АХ СССР (1958).
В. В. Мешков умер в 1963 году. Похоронен в Москве на Новодевичьем кладбище (уч. 8).
Картины художника находятся в Государственной Третьяковской галерее, Государственном Русском музее, Московском музее современного искусства, Музее Русского Искусства в Киеве, в музеях Новокузнецка, Рязани, Сочи, Томска, Феодосии и в частных коллекциях.

## Выставки
Персональные выставки художника проходили в Москве (1916, 1941, 1953) и Новосибирске (1929).

## Награды и премии
- Сталинская премия третьей степени (1951) — за картины «Для сталинских строек», «Кама», «Просторы Камы»
- народный художник РСФСР (1963)